# 愛しの国玉
愛しの国玉（いとしのくにたま）は、アッチあいによる日本の漫画。pixivシルフにて、2020年6月18日より連載中。大学生の日野真と人間になりたい猫・国玉の“結婚生活”を描くハートフルストーリー。

## あらすじ
1人暮らしをしているごく普通の大学生・日野真は、ある日、実家に荷物を取りに帰ってくると、兄の進を訪ねてきたという人間のように服を着て二本足で立つ猫・国玉と出会う。国玉は「運命の相手」である進と結婚することで猫から人間にしてもらう契約をしてきたと語ったが、進は既婚者だった。悲しみに暮れる国玉に、真は気がつくとプロポーズしていた。

## 登場人物
日野 真（ひの まこと）
本作の主人公。大学に通う傍ら、レストラン「Ishigami」でアルバイトをしている:37-41。
国玉（くにたま）
真が実家で出会った人間の子供の姿に似た大人の猫。御巳主様（おみぬしさま）と真実の愛を条件に契約をして人間の姿になっている:106-107が、契約途中のため猫の耳や尻尾が残った中途半端な状態になっている:15-16。願いを叶えてもらうために、御巳主様に毎日お供え物をしていた:78-79。
真に出会った時には、「日野進」という名札の付けられたマフラーをしており:28-29、進を訪ねて真の実家にきていた。このマフラーは、国玉が猫だった時に掛けてもらったものである:93-95。
作中では国玉の性別に関する言及はなく、作者のアッチあいも、3巻のあとがきにおいて国玉の性別についての質問をよくもらうとして「真さまがオスかメスかも気にせずにプロポーズしたのでみなさんも好きな性別で読んでみてください」と語っている:160。
日野 進（ひの すすむ）
真の兄。国玉が真と出会う前の年に受付の子に手を出して、そのままできちゃった結婚をした:19。
黒川 百恵（くろかわ ももえ）
真のマンションの隣人。マンションに引っ越してきた時に真に出会い、真のことが好きになる:37-38。ストーカー気質であり、真が気象病でありよく薬局で薬をもらっていること:85-86など、真の細かいことまで知っている:47。
樹本 美彦（きもと よしひこ）
真のマンションの隣人。猫好きだが、マンションがペット不可なので野良猫に餌をあげたり遊んであげたりしている:70-75。人間には興味がなかったが、国玉に会ったことで国玉に興味を持つようになる:76-78。
安堂（あんどう）
真の大学の友人。好きな言葉はクオリティ・オブ・ライフ:39。度々、真と国玉の熱愛の現場に遭遇しており:49-50:114-117、国玉の秘密や真と国玉が結婚していることを知っている。
芝 健太郎（しば けんたろう）
真の大学の友人で、高校の時からの親友:39。
野々原 栞（ののはら しおり）
真の大学の友人。
石神 瑠璃（いしがみ るり）
レストラン「Ishigami」のオーナー・石神 幸子（いしがみ さちこ）と、シェフ・石神 崇史（いしがみ たかし）の娘で、真のアルバイト先での同僚。

## 書誌情報
- アッチあい『愛しの国玉』KADOKAWA〈シルフコミックス〉。
  - 『愛しの国玉』 1巻、2020年9月19日。ISBN 978-4-04-913472-8。
  - 『愛しの国玉』 2巻、2020年12月21日。ISBN 978-4-04-913555-8。
  - 『愛しの国玉』 3巻、2021年5月21日。ISBN 978-4-04-913757-6。
  - 『愛しの国玉』 4巻、2022年1月22日。ISBN 978-4-04-914182-5。
  - 『愛しの国玉』 5巻、2022年8月22日。ISBN 978-4-04-914590-8。
  - 『愛しの国玉』 6巻、2023年8月21日。ISBN 978-4-04-915025-4。
  - 『愛しの国玉』 7巻、2024年7月22日。ISBN 978-4-04-915546-4。

#### 漫画を出典とするもの
1. ↑  漫画3巻, 第14話
2. 1 2  漫画1巻, 第4話
3. 1 2 3  漫画1巻, 第1話
4. ↑  漫画2巻, 第10話
5. ↑  漫画3巻, あとがき
6. ↑  漫画4巻, 第20話
7. ↑  漫画4巻, 第21話
8. ↑  漫画1巻, 第2話
9. 1 2  漫画1巻, 第3話
10. 1 2 3  漫画2巻, 第8話
11. ↑  漫画3巻, 第17話

#### その他の出典
1. 1 2  シルフ編集部 2020年6月12日のツイート、2022年1月30日閲覧。
2. 1 2 3  “普通の大学生と人間になりたい猫の結婚生活描くハートフルストーリー「愛しの国玉」”. コミックナタリー.   ナターシャ (2020年9月20日). 2022年1月30日閲覧。
3. ↑  月乃雫 (2020年12月26日). “真実の愛を手に入れたら人間になれる？ 猫と人間の危うい同棲生活を描く『愛しの国玉』”. ダ・ヴィンチニュース.  KADOKAWA. 2022年1月30日閲覧。